# Uzbequistão nos Jogos Olímpicos de Verão de 2016
Uzbequistão participou dos Jogos Olímpicos de Verão de 2016, que foram realizados na cidade do Rio de Janeiro, no Brasil, entre os dias 5 e 21 de agosto de 2016.

## Natação
| Atleta             | Prova        | Eliminatórias | Eliminatórias | Semifinal   | Semifinal   | Final       | Final       |
| Atleta             | Prova        | Tempo         | Pos.          | Tempo       | Pos.        | Tempo       | Pos.        |
| ------------------ | ------------ | ------------- | ------------- | ----------- | ----------- | ----------- | ----------- |
| Ranohon Amanova    | 400 m medley | 4:52,15       | 33º           | —           | —           | Não avançou | Não avançou |
| Vladislav Mustafin | 100m peito   | 1:01,66       | 34º           | Não avançou | Não avançou | Não avançou | Não avançou |

Legenda
| Recorde mundial      | Recorde mundial (World record)               |                       | Recorde africano                      | Recorde africano (African) |                                           | Q | Classificado por posição (Qualified) |
| Recorde olímpico     | Recorde olímpico (Olympic record)            | Recorde da América    | Recorde da América (Americas)         | q                          | Classificado por melhor tempo (Qualified) |   |                                      |
| Melhor marca do ano  | Melhor marca do ano (World leading)          | Recorde asiático      | Recorde asiático (Asian)              | DNS                        | Não largou (Did not start)                |   |                                      |
| Recorde nacional     | Recorde nacional (National record)           | Recorde europeu       | Recorde europeu (European)            | DNF                        | Não terminou (Did not finish)             |   |                                      |
| Recorde pessoal      | Recorde pessoal do atleta (Personal best)    | Recorde da Oceania    | Recorde da Oceania (Oceania)          | DSQ / DQ                   | Desclassificado (Disqualified)            |   |                                      |
| Recorde da temporada | Recorde da temporada do atleta (Season best) | Recorde sul-americano | Recorde sul-americano (South America) | NM                         | Sem marca (No mark)                       |   |                                      |